# Świerszczów (powiat łęczyński)
Świerszczów – wieś w Polsce położona w województwie lubelskim, w powiecie łęczyńskim, w gminie Cyców.
W latach 1975–1998 miejscowość należała administracyjnie do województwa chełmskiego.
Wieś stanowi sołectwo Cyców. Według Narodowego Spisu Powszechnego z roku 2011 wieś liczyła 324 mieszkańców.

## Części wsi
| SIMC    | Nazwa       | Rodzaj      |
| ------- | ----------- | ----------- |
| 0102195 | Leśnica     | część wsi   |
| 1021151 | Mutwica     | część wsi   |
| 0102203 | Podcycowie  | część wsi   |
| 0102210 | Świerszczów | osada leśna |
| 1021197 | Wygon       | część wsi   |
| 1021211 | Zagrobela   | część wsi   |

## Zabytki[9]
- Kościół św. Bazylego – drewniany kościół wybudowany w 1800 r, wcześniej pełnił funkcję cerkwi greckokatolickiej, następnie prawosławnej
- Dzwonnica drewniana z pocz. XIX w.
- Cmentarz kościelny z pocz. XIX w.
- Park dworski z 1700 r.